# Boloria contempta
Boloria contempta är en fjärilsart som beskrevs av Hans Zerny 1932. Boloria contempta ingår i släktet Boloria och familjen praktfjärilar. Inga underarter finns listade i Catalogue of Life.